# Изкупителна любов
„Изкупителна любов“ (на английски: Redeeming Love) е американски романтичен филм от 2022 г. на режисьора Ди Джей Карузо, който е също съсценарист на филма с Франсин Ривърс. Филмът е базиран на едноименния роман през 1991 г., написан от Франсин Ривърс. Във филма участват Абигейл Коуен, Том Люис и Логан Маршал-Грийн.
Филмът е копродуциран от Pinnacle Peak Pictures, Mission Pictures International и Nthibah Pictures и е заснет в Кейптаун, Южна Африка. Той е пуснат от Universal Pictures на 21 януари 2022 г. и получава генерално негативни отзиви от критиците.